# Cyclocephala ligyrina
Cyclocephala ligyrina är en skalbaggsart som beskrevs av Bates 1888. Cyclocephala ligyrina ingår i släktet Cyclocephala och familjen Dynastidae. Inga underarter finns listade i Catalogue of Life.